# Arnaud Stiepen
Arnaud Stiepen, né le 12 août 1986 à Liège (Belgique), est un géophysicien belge de l'université de Liège. Il est spécialisé dans la haute atmosphère et l'aéronomie des planètes telluriques ainsi que les interactions Soleil-magnétosphère.

## Biographie

### Vie privée
Arnaud est né le 12 août 1986 à Liège (Belgique). 

### Études
Arnaud Stiepen suit le bachelier en sciences physiques à l'Université de Liège puis le master en sciences spatiales à l'université de Liège et obtient en 2010 le prix Wallonie-Espace  du meilleur mémoire de la Fédération Wallonie-Bruxelles dans le domaine du spatial pour son travail intitulé Les Émissions aurorales nocturnes de Jupiter.
Il obtient un doctorat en sciences à l'université de Liège en avril 2014 à la suite de sa thèse intitulée Dynamique et composition des atmosphères supérieures de Mars et Vénus observées par les spectrographes ultraviolets à bord de Mars Express et Vénus Express.

### Carrière universitaire
Il devient Participating Scientist de la mission MAVEN de la NASA en travaillant au Laboratory for Atmospheric and Space Physics, Université du Colorado et au Atmospheric, Oceanic, and Space Science département, Université du Michigan. En janvier 2015, il est à la base de la découverte d'un nouveau type d'aurores sur Mars ,. 
De 2015 à 2018, il travaille pour le fonds national de la recherche scientifique et s'engage dans des activités de diffusion des sciences, tels que des réponses à des interviews pour La Libre Belgique,, L'Avenir,,, Le Soir et des conférences dans des écoles. 
Il est membre du Mars Upper Atmosphere Network, de l’American Geophysical Union et de l’Union européenne des géosciences.

### Vulgarisateur scientifique
Il devient en 2020 vulgarisateur scientifique et écrit plusieurs livres de vulgarisation (Les Émissions aurorales nocturnes de Jupiter, Éditions universitaires européennes (VDM Publishing), 2011, Dynamique de la haute atmosphère de Vénus, Éditions universitaires européennes (VDM Publishing), 2014 , Dynamique et structure de la haute atmosphère de Mars, Éditions universitaires européennes (VDM Publishing), 2015 ).

## Prix et distinctions scientifiques
- Prix Wallonie-Espace[1] du meilleur mémoire de fin d'études dans le domaine de l'espace de la Fédération Wallonie-Bruxelles en 2010[2]
- Bourse de la Belgian American Educational Foundation en 2014
- Bourse du Rotary International District 1630[17] en 2014[18]
- Prix de la Royal Society en 2015